# Carlos Macedo (bispo)
Walcysneu Carlos Macedo de Oliveira, (São João de Meriti, 2 de junho de 1965) é um bispo licenciado da Igreja Universal do Reino de Deus, jornalista, escritor, administrador de empresas e político brasileiro, exercendo o cargo de deputado estadual pelo Rio de Janeiro. Macedo é filiado ao Republicanos, e não possui parentesco com o bispo Edir Macedo.
Ele também possui pós-graduação em Comunicação e Política.
Em 2014, foi eleito para a legislatura 2015–2019 da ALERJ. Em abril de 2015, votou a favor da nomeação de Domingos Brazão para o Tribunal de Contas do Estado do Rio de Janeiro, nomeação que foi muito criticada na época.
No dia 20 de fevereiro de 2017, foi um dos 41 deputados estaduais a votar a favor da privatização da CEDAE.
Foi reeleito em 2018 com 53.397 votos, e obteve um terceiro mandato no pleito de 2022, com 62.495 votos, participando das legislaturas 2018–2023 e 2023–2027 da assembleia.
Em fevereiro de 2024, votou a favor da manutenção do mandato da deputada Lucinha, que havia sido afastada do cargo pelo Tribunal de Justiça do estado, acusada de possuir ligações com milicianos.